# Almirall
Almirall, S.A. (Mercado Continuo: ALM-MC, Ticker Bolsa de Madrid: ALM) es una compañía farmacéutica centrada en dermatología médica, con sede central en Barcelona, fundada en 1944 y dedicada a la producción y venta de medicamentos a través de su I+D propia y de acuerdos y alianzas.
En 2023, generó unos ingresos totales de 898,8 millones de €  y se mantiene como la primera compañía europea en dermatología médica.
Con aproximadamente 1900 empleados (2023) tiene presencia directa en 20 países a través de sus 15 filiales en Europa y EE. UU.

## Historia
Laboratorios Almirall fue fundada en Barcelona en 1943 y en 1944 inició su actividad industrial y comercial. A finales de los años 1950 comienza sus actividades de investigación y desarrollo. En 1970 construyó su planta química de materias primas en Sant Celoni, al norte de la ciudad de Barcelona.
Durante la década de 1970, intensifica su fabricación con la creación de nuevas plantas en Sant Andreu de la Barca, Sant Feliú de Llobregat y Sant Just Desvern, iniciando además su actividad en el campo de la oncología.
En los años 1980 se produce su expansión definitiva, con la adquisición de compañías españolas como Funk, S.A. y Berenguer Beneyto, S.A. en 1983, Prodesfarma, S.A. en 1984, Infale, S.A. en 1986 y Farmasimes en 1990, convirtiéndose en la compañía líder del país. También se hace con la belga Sintesa, que se convierte en su filial en Bélgica. En 1984 además, lanza su famoso antiácido Almax.
Entre 1990 y 2000, amplía sus instalaciones, además de lanzar sus productos en Asia y América y crear su primera filial en Portugal. A partir de 2000 se instala también en México y Francia (2001), Italia (2002), Alemania (2003), Austria, Polonia, Suiza y Reino Unido (2008) y Países nórdicos (2010) y Holanda (2013).
En 2007, la compañía adquiere Hermal, una empresa europea especialista en el cuidado de la piel que anteriormente pertenecía a Reckitt Benckiser. 
En 2014 transfiere los derechos de desarrollo y comercialización de la franquicia respiratoria a AstraZeneca para así focalizarse en el área de dermatología. Siguiendo esta dirección, en 2013 adquiere la compañía Aqua Pharmaceuticals en EE.UU. y posteriormente continúa su expansión con la adquisición de Poli Group Holding (2015) y la estadounidense ThemiGen LLC (2016).
Del 22 de junio de 2020 al 20 de junio de 2022 la compañía, que cotiza en la Bolsa española desde 2007, formó parte del índice IBEX 35. En febrero de 2021 se notificaba que Gianfranco Nazzi, procedente de Teva Pharmaceuticals, ocuparía el puesto de CEO y consejero ejecutivo del Consejo de Administración a partir del 1 de mayo en sustitución del belga Peter Guenter. En mayo de 2022 se producía un nuevo relevo generacional dentro de la familia fundadora, con la sustitución de Jorge Gallardo Ballart por su hijo Carlos Gallardo Piqué al frente de la presidencia no ejecutiva de la empresa. Solo seis meses más tarde, Carlos Gallardo asumía también la dirección ejecutiva tras la salida de Nazzi de la compañía «para seguir nuevos proyectos profesionales».

## Centros
La compañía dispone de un centro de I+D en Sant Feliu de Llobregat (Barcelona)  que alberga los departamentos implicados en todas las fases de I+D, además del desarrollo de nuevas entidades químicas.
Cuenta también con tres centros de producción: dos en España, la planta farmacéutica de San Andrés de la Barca (Barcelona) y la planta farmacéutica y química de Sant Celoni (Barcelona); y una planta farmacéutica en Alemania (Reinbek). Dispone además de 15 filiales en Alemania, Austria, Bélgica-Luxemburgo, EE. UU., España, Eslovaquia, Francia, Holanda, Italia, países nórdicos, Polonia, Portugal, Reino Unido-Irlanda, República Checa y Suiza.

## Cifras
|                           | 2010                      | 2011                      | 2012                      | 2013                    | 2014                      | 2015                     | 2016                      | 2017                      | 2018                      | 2019                      | 2020                    | 2021                   | 2022                    | 2023                    |
| ------------------------- | ------------------------- | ------------------------- | ------------------------- | ----------------------- | ------------------------- | ------------------------ | ------------------------- | ------------------------- | ------------------------- | ------------------------- | ----------------------- | ---------------------- | ----------------------- | ----------------------- |
| Ingresos totales          | € 1002,1 MM               | € 873,1 MM                | € 900,2 MM                | € 825,5 MM              | € 1.407,4 MM              | € 769 MM                 | € 859,3 MM                | € 755,8 MM                | € 811,0 MM                | € 908,4 MM                | € 814,5 MM              | € 836,5 MM             | € 878,5 MM              | € 898,8 MM              |
| Ventas netas              | € 882,4 MM                | € 768,4 MM                | € 682,9 MM                | € 692,9 MM              | € 786,4 MM                | € 685 MM                 | € 764,4 MM                | € 639,4 MM                | € 756,9 MM                | € 853,1 MM                | € 807,4 MM              | € 827,2 MM             | € 863,2 MM              | € 894,5 MM              |
| % Ventas internacionales  | -                         | 50%                       | 60%                       | 62%                     | 70%                       | 68%                      | 70%                       | 69%                       |                           |                           |                         |                        |                         |                         |
| % Ventas fármacos propios | -                         | -                         | 59%                       | 64%                     | 70%                       | 67%                      | 77%                       | 68%                       |                           |                           |                         |                        |                         |                         |
| Inversión en I+D          | 16,4% de las ventas netas | 18,8% de las ventas netas | 23,4% de las ventas netas | 18% de las ventas netas | 12,8% de las ventas netas | 9,7% de las ventas netas | 12,9% de las ventas netas | 13,7% de las ventas netas | 11,6% de las ventas netas | 10,8% de las ventas netas | 10% de las ventas netas | 9% de las ventas netas | 12% de las ventas netas | 12% de las ventas netas |
| Empleados                 | 2.831                     | 2.765                     | 2.871                     | 3.000                   | 2.100                     | 1.889                    | 1975                      | 1.832                     | 1.805                     | 1.765                     | 1.785                   | 1.786                  | 1.845                   | 1.904                   |
| Filiales                  | 13                        | 13                        | 14                        | 15                      | 14                        | 13                       | 13                        | 13                        | 13                        | 13                        | 13                      | 13                     | 15                      | 15                      |
| Centros I+D               | 3                         | 3                         | 3                         | 3                       | 2                         | 2                        | 2                         | 2                         | 3                         | 3                         | 3                       | 2                      | 1                       | 1                       |
| Centros de producción     | 3                         | 3                         | 3                         | 3                       | 2                         | 2                        | 2                         | 2                         | 2                         | 2                         | 2                       | 2                      | 2                       | 2                       |

## Productos principales
| Marca             | Principio activo                                            | Patología                        |
| ----------------- | ----------------------------------------------------------- | -------------------------------- |
| Ebastel           | Ebastina                                                    | Alergia                          |
| Monodox           | Doxiciclina                                                 | Acné severo                      |
| Acticlate         | Hiclato de Doxiciclina                                      | Acné severo                      |
| Almogran          | Almotriptan                                                 | Migrañas                         |
| Tesavel y Efficib | Sitagliptina y Stagliptina + Metformina                     | Diabetes                         |
| Solaraze          | Diclofenaco sódico                                          | Queratosis actínica              |
| Airtal            | Aceclofenaco                                                | Dolor osteomuscular              |
| Decoderm          | Fluprednideno                                               | Dermatitis micótica              |
| Cordran           | Fludroxicortida                                             | Inflamación y prurito de la piel |
| Parapres          | Candesartan                                                 | Hipertensión                     |
| Almax             | Almagato                                                    | Acidez                           |
| Balneum           | Urea                                                        | Piel seca                        |
| Cleboril          | Cleboprida                                                  | Reflujo gastroesofágico          |
| Actikerall        | Fluorouracilo / Ácido salicílico                            | Queratosis actínica              |
| Sativex           | THC / Cannabidiol                                           | Espasticidad en EM               |
| Monovo            | Mometasona                                                  | Psoriasis                        |
| Ebglyss           | [./Https://en.wikipedia.org/wiki/Lebrikizumab Lebrikizumab] | Dermatitis atópica               |
| Ilumetri          | Tildrakizumab                                               | Psoriasis                        |
| Wynzora           | Calcipotriol y betametasona                                 | Psoriasis                        |
| Klisyri           | Tirbanibulina                                               | Queratosis actínica              |
| Seysara           | Sareciclina                                                 | Acné                             |
| Physiorelax       | Helenalin                                                   | Masaje de músculos y ligamentos  |